# زبرماهی تابناک سایا دمالیا
زبرماهی تابناک سایا دمالیا (نام علمی: Aulotrachichthys sajademalensis) نام یک گونه از سرده زبرماهی‌های تابناک است.